# Яшалтинское сельское муниципальное образование
Яшалтинское сельское муниципальное образование — сельское поселение в Яшалтинском районе Калмыкии. Административный центр и единственный населённый пункт в составе поселения — село Яшалта.

## География
Поселение расположено в западной части Яшалтинского района Калмыкии и граничит:
- на юге — с Ульяновским,
- на юго-востоке — с Березовским,
- на востоке и севере — с Манычским СМО,
- на западе — с Сальским районом Ростовской области.

Современные границы СМО установлены Законом Республики Калмыкия от 06 июня 2002 года № 209-II-З.

## История
25 ноября 1920 года из Янушевской волости в Яшалтинскую волость Благодарненского уезда был перечислен посёлок Князе-Михайловский.
8 декабря 1924 года Яшалтинский сельсовет был передан из Виноделинского района Ставропольского края в Калмыцкую автономную область.

## Население
| 2002  | 2010  | 2011  | 2012  | 2013  | 2014  | 2015  | 2016  | 2017  |
| ----- | ----- | ----- | ----- | ----- | ----- | ----- | ----- | ----- |
| 4846  | ↘4716 | ↗4719 | ↘4654 | ↘4535 | ↘4459 | ↘4381 | ↘4299 | ↘4229 |
| 2018  | 2019  | 2020  | 2021  |       |       |       |       |       |
| ↘4146 | ↘4033 | ↘3914 | ↗4457 |       |       |       |       |       |

### Национальный состав
По данным Всероссийской переписи населения 2010 года:
| Национальность   | Численность (чел.) | Процентное соотношение |
| ---------------- | ------------------ | ---------------------- |
| Русские          | 3346               | 70,95%                 |
| Калмыки          | 688                | 14,59%                 |
| Немцы            | 162                | 3,44%                  |
| Турки-месхетинцы | 87                 | 1,84%                  |
| Украинцы         | 70                 | 1,48%                  |
| Чеченцы          | 68                 | 1,44%                  |
| Армяне           | 29                 | 0,61%                  |
| Аварцы           | 28                 | 0,59%                  |
| Другие           | 215                | 4,56%                  |
| Не указана       | 23                 | 0,49%                  |
| Всего            | 4716               | 100,00%                |